# تعب المشوار (مسلسل)
تعب المشوار مسلسل سوري درامي اجتماعي. أُنتج عام 2011 من تأليف فادي قوشقجي، وإخراج سيف الدين سبيعي.

## قصة العمل
يروي المسلسل ثلاث قصص لثلاثة أجيال، و يتناول هموم الطبقة الوسطى في المجتمع الدمشقي، ويرصد حالة التعب بين أفراده عبر ملاحقتهم لأحلامهم في مختلف مراحل العمر.

## طاقم العمل
- عباس النوري دور سعيد[4]
- جيني اسبر بدور سوزان
- عدنان أبو الشامات دور أسامة
- كاريس بشار دور سهير
- باسل خياط دور كمال
- محمود نصر دور أمير
- نجاح سفكوني دور ظافر
- ضحى الدبس دور غيداء
- دينا هارون دور كيندا
- ندين تحسين بك دور غروب
- رامي حنا دور كفاح
- ديمة قندلفت دور ميسون
- زهير عبد الكريم دور بسام
- هبة نور دور ديالا
- باسم ياخور دور نزار
- عبير شمس الدين دور شيماء
- خالد القيش دور نعيم
- قيس شيخ نجيب دور همام
- ميرنا شلفون دور مايا
- علاء قاسم دور وسام
- شادي مقرش دور شادي
- رنا شميس دور سهر
- ميار النوري دور هاني